# Voyriella parviflora
Voyriella parviflora là một loài thực vật có hoa trong họ Long đởm. Loài này được (Miq.) Miq. miêu tả khoa học đầu tiên năm 1851.